# Valentinès
El Valentinès (occità: Valentinés, francès: Valentinois) és una comarca d'Occitània i antiga jurisdicció feudal en la qual s'incloïen principalment els Bisbes de Valença i els comtes del Valentinès. La capital regional és la ciutat de Valença.